# Anacharsis Cloots
Anacharsis Cloots nebo také Jean-Baptiste du Val-de-Grâce (24. června 1755 Kleve – 24. března 1794 Paříž) byl pruský baron a radikální demokrat, který při své veřejné činnosti používal označení orateur du genre humain (mluvčí lidského rodu).
Pocházel z nizozemské šlechtické rodiny, která z náboženských důvodů opustila zemi a usadila se na zámku Gnadenthal nedaleko Kleve. Jeho strýcem byl spisovatel Cornelius de Pauw. Studoval na pařížské koleji Plessis a na vojenské akademii v Berlíně. Díky rozsáhlému zděděnému majetku cestoval po Evropě, jeho názory výrazně ovlivnili francouzští encyklopedisté. Zřekl se šlechtického titulu a přijal pseudonym Anacharsis podle antického filozofa. Navrhoval vytvoření jednotné celosvětové republiky, v níž budou mít všechny národy rozhodovací právo. Byl radikálním ateistou a prohlásil se za „osobního nepřítele Boha“. Napsal knihy La Certitude des preuves du mahométisme, La République universelle ou adresse aux tyrannicides a Voltaire triomphant ou les prêtres déçus.
Byl zapáleným frankofilem, od roku 1789 žil v Paříži a aktivně se zapojil do revoluce. V roce 1792 získal francouzské občanství a byl zvolen do Národního konventu. Hlasoval pro trest smrti pro Ludvíka XVI. a finančně podporoval válečné úsilí šířící revoluci za hranice Francie. Názorově měl nejblíže k radikální frakci hébertistů a přispíval do časopisů La Chronique de Paris a Les Annales patriotiques. V prosinci 1793 ho Maximilien Robespierre označil za nepřátelského agenta a nechal uvěznit, 24. března 1794 byl Cloots gilotinován na náměstí Revoluce.
Clootsovým pojetím univerzálních lidských práv byl ovlivněn Joseph Beuys.
My sesadili boha — právem. Ano,

vždyť má-li člověk v lidstvo víru plnou,

pak nelze věřit v bytost obmyslnou,

již dětská pošetilost vysnila si

a bohem zvala... Ano, přijdou časy,

kdy dovoleno bude lidské ruce

požívat vzácné plody Revoluce

v zahradě čarné, kterou země bude!...

Já vidím jitro nádherné a rudé

tam za chaosem dnešním vzcházet v slávě...
J. S. Machar, Anacharsis Cloots sní, úryvek